# فهرست پرکاربردترین نام‌های خانوادگی در آلمان
لیست رایج‌ترین نام خانوادگی‌ها در آلمان

## فامیلی ها
1-Müller
به معنی آسیابان

### تفاوت‌های منطقه ای
اگر چه مولر رایج‌ترین نام در سرزمین‌های آلمانی زبان است در برخی مناطق دیگر نام‌های خانوادگی رایج تر هستند. نام‌های Schmidt و Schmitz در مناطق مرکزی و شرقی که به لهجه دیگری از آلمانی تکلم می‌کنند پرکاربرد تر است.
فامیلی Meyer نیز در این مناطق و به ویژه در منطقه ساکسونی جنوبی (Lower Saxony) بسیار محبوب است.

### نام‌های ترکی
تعداد زیاد مهاجران ترک به آلمان منجر به استفاده زیاد از نام‌های ترکی شده
- نام خانوادگی ییلماز Yılmaz در رتبه ۵۸۷

## ادبیات
- Duden: Familiennamenهای Herkunft und Bedeutung فون 20.000 Nachnamen. ISBN 3-411-70852-2.
- dtv-اطلس: Namenkunde. ISBN 3-423-03234-0.
- هانس Bahlow: Deutsches Namenlexikon. München سال 1967 ISBN 3-8112-2271-6.
- حداکثر Gottschald: دویچه Namenkunde. 5. Aufl. , برلین 1982, شابک ‎۳−۱۱−۰۰۸۶۱۸−۲.
- Josef Karlmann Brechenmacher: Etymologisches Wörterbuch der deutschen Familiennamen. ISBN 3-7980-0355-6.
- هورست Naumann: Das große Buch der Familiennamen. Alter, Herkunftهای Bedeutung. آوگسبورگ سال 2005 شابک ‎۳−۸۲۸۹−۱۹۵۵−۳).
- ارنست شوارتس: دویچه Namenforschung. گروه 1: Ruf - und Familiennamen باند 2: Orts - und Flurnamenهای گوتینگن ۱۹۵۰.